# Kosoko

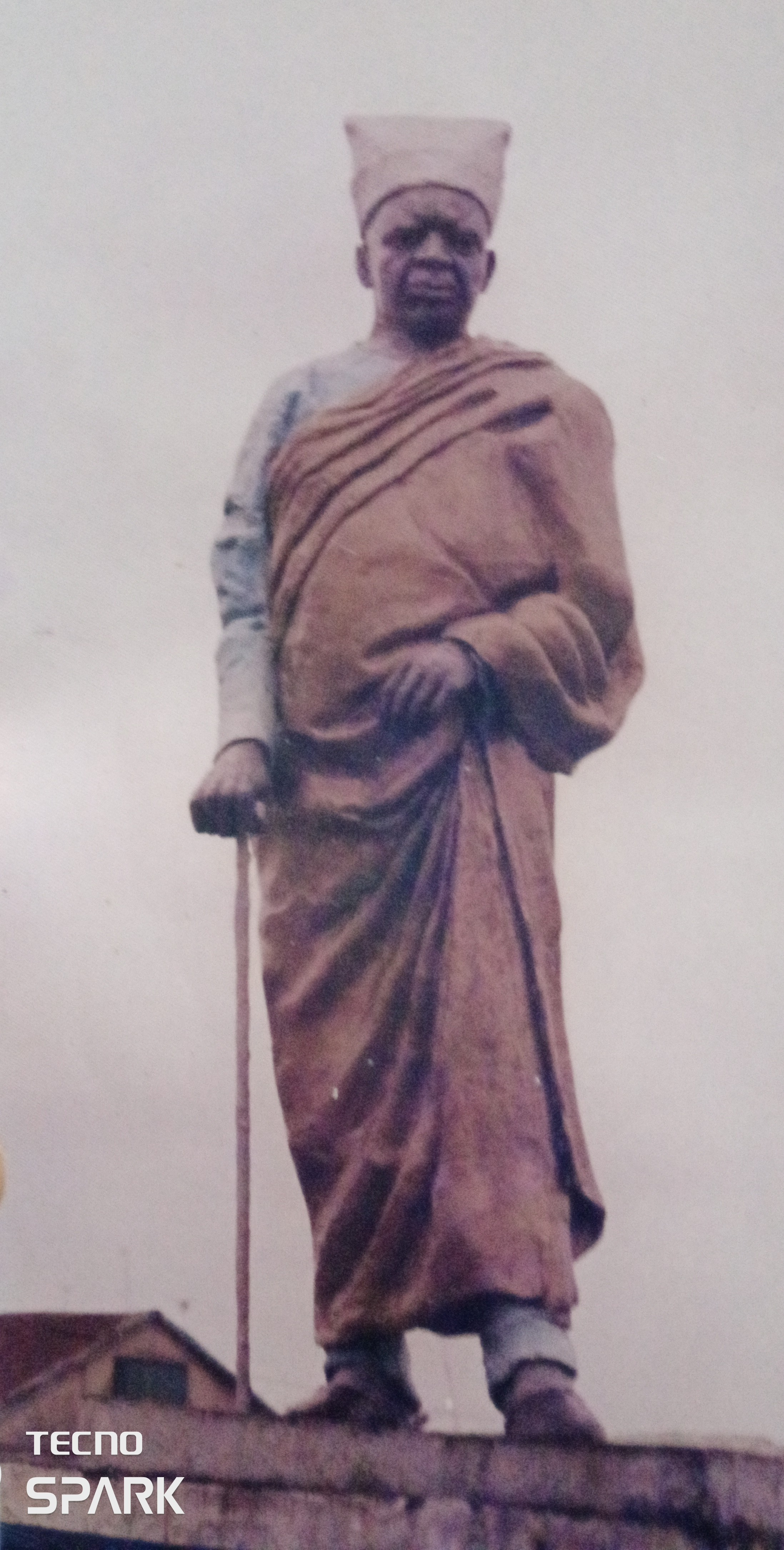

Kosoko (décédé en 1872) est membre de la famille royale de Lagos descendant d'Ologun Kutere qui régna en tant qu'Oba de Lagos de 1845 à 1851,. Son père est Oba Osinlokun et ses frères et sœurs sont Idewu Ojulari (qui est Oba de 1829 à 1834/35), Olufunmi, Odunsi, Ladega, Ogunbambi, Akinsanya, Ogunjobi, Akimosa, Ibiyemi, Adebajo, Matimoju, Adeniyi, Isiyemi, Igbalu, Oresanya, et Idewu-Ojulari.

## Ascendance
L'ascension de Kosoko à l'Obaship de Lagos en 1845 est précédée par une série d'événements dramatiques.

### Dissensions entre les maisons Osinlokun et Adele
À la mort d'Oba Ologun Kutere (entre 1800 et 1805), une lutte de succession s'ensuit entre son fils aîné (Osinlokun) et son fils cadet et préféré (Adele). Bien que la royauté n'ait pas été déterminée par l'ordre de naissance mais par les faiseurs de rois et la consultation de l'oracle d'Ifa, Osinlokun et ses partisans ont monté l'opposition à la royauté d'Adele. Le règne d'Adele fut ensuite écourté en 1819 par son frère aîné, Osinlokun, en 1819, forçant Adele à s'exiler à Badagry où il assuma la direction de la ville.[réf. nécessaire]

### Qerelle de Kosoko avec Eletu Odibo
Kosoko a offensé le puissant premier ministre (Eletu Odibo) et Kingmaker en épousant une femme déjà fiancée et, de surcroît, au premier ministre. Eletu Odibo, en tant que chef de la classe des chefs Akarigbere, est investi du pouvoir de superviser la sélection et l'installation des obas. La décision arrogante de Kosoko viendrait hanter sa candidature au trône alors que le chef Eletu Odibo s'en offusquait et que la querelle entre les deux hommes modifiait à plusieurs reprises la succession d'Obaship et préparait le terrain pour une intervention britannique à Lagos plus tard en 1851.

### Querelles de succession
À la mort d'Osinlokun en 1819, le frère de Kosoko, Idewu Ojulari, devint Oba et régna de 1819 à 1834/5 environ. Cependant, le règne d'Idewu Ojulari est impopulaire et à la demande de l'Oba du Bénin, à qui les habitants de Lagos avaient adressé une pétition, Idewu Ojulari se suicida. Notamment, Lagos est jusqu'alors sous la suzeraineté béninoise jusqu'au règne d'Oba Kosoko qui fut détrôné par les forces britanniques en 1851. Par la suite, Oba Akitoye et son successeur, Oba Dosunmu, ont repoussé le paiement des hommages annuels au Bénin,.
Étant donné que Kosoko est désormais inacceptable pour Eletu Odibo, les Kingmakers ont invité Adele à la maison de Badagry pour régner en tant qu'Oba de Lagos pour un second mandat. Le deuxième règne d'Oba Adele s'est terminé à sa mort en 1837 et encore une fois, Eletu Odibo a bloqué l'accession de Kosoko et a installé Oluwole, le fils d'Adele.[réf. nécessaire]

### Augmentation des conflits entre Kosoko et les alliés d'Eletu Odibo
L'intensité de la querelle entre Eletu Odibo et Kosoko a augmenté avec Eletu Odibo étendant sa vendetta à Opo Olu, la sœur de Kosoko, l'accusant de sorcellerie. Les devins ont trouvé Opo Olu innocent mais Oba Oluwole a banni Opo Olu de Lagos, conduisant Kosoko et ses partisans à poursuivre un soulèvement armé raté connu sous le nom d'Ogun Ewe Koko ("feuilles de la guerre coco-igname") qui a entraîné la fuite de Kosoko et de ses partisans. à Epe.
Eletu Odibo a ensuite attisé la haine entre les deux camps en déterrant les restes de la mère de Kosoko et en jetant son cadavre dans la lagune de Lagos.

### Intronisation d'Akitoye
Oba Oluwole est tué en 1841 lorsque la foudre a déclenché une explosion chez l'Oba. Le corps d'Oluwole est réduit en pièces et ne pouvait être identifié que par ses perles royales ornant son corps. Kingmakers aurait invité Kosoko à devenir Oba mais on ne savait pas où il se trouvait,. Par conséquent, Akitoye, l'oncle de Kosoko, frère cadet d'Osinlokun & Adele et fils d'Ologun Kutere est installé comme Oba de Lagos.[réf. nécessaire]

### Querelle avec Akitoye
Une guerre de mots s'est déroulée entre Oba Akitoye et Kosoko envoyant son crieur autour de Lagos en chantant "Dites à ce petit enfant à la cour là-bas de faire attention; car s'il ne fait pas attention, il sera puni". Akitoye a déployé son crieur en chantant "Je suis comme une épingle fermement enfoncée dans le sol, qui est toujours difficile à extirper mais qui reste toujours ferme". Kosoko a rétorqué "Je suis le creuseur qui déniche toujours une épingle".
Les tensions ont conduit à un soulèvement nommé Ogun Olomiro (guerre de l'eau salée) par la faction Kosoko en juillet 1845. La faction Kosoko a assiégé le palais de l'Oba pendant trois semaines. Akitoye a finalement accepté la défaite, s'est échappé par le lagon au nord et a obtenu un passage sûr à travers le ruisseau Agboyi par Oshodi Tapa, le capitaine de guerre de Kosoko. Oshodi Tapa a expliqué la fuite d'Akitoye à Kosoko en disant qu'Akitoye avait mis ses ennemis en transe. Akitoye est ensuite arrivé à Abeokuta où il a obtenu l'asile. Reconnaissant la fuite d'Akitoye comme une menace, Kosoko a demandé la tête d'Akitoye aux Egbas qui ont refusé les demandes de Kosoko. En mars 1845, les Egbas ont fourni à Akitoye, désormais déchu, une escorte jusqu'à Badagry, la ville traditionnelle de refuge des Lagosiens où il a rallié ses partisans et construit un partenariat avec des missionnaires européens et avec les Britanniques par l'intermédiaire de leur consul John Beecroft .[réf. nécessaire]
Surtout, Eletu Odibo est capturé dans la bataille et Kosoko a vengé la dispersion des os de sa mère par les Eletu en plaçant Eletu Odibo dans un baril de pétrole vide, en le scellant, en l'allumant et en le jetant dans la lagune de Lagos,,.

## Intervention britannique à Lagos
Le changement de position sur l'esclavage de la part d'Akitoye représente une opportunité pour les commerçants européens qui voulaient une plus libre circulation des marchandises. La position anti-esclavagiste d'Akitoye semble née de son intérêt personnel compte tenu de sa relation avec le marchand d'esclaves bien connu Domingo Martinez qui a soutenu l'attaque infructueuse d'Akitoyes contre Lagos en 1846.
En novembre 1851, un parti britannique rencontra Oba Kosoko pour présenter une proposition de relations amicales britanniques ainsi que l'abandon de la traite transatlantique des esclaves. La proposition est rejetée par Kosoko "pour la raison technique que Lagos est sous l'Oba du Bénin et que c'est seulement cet Oba qui pouvait traiter avec les puissances étrangères concernant le statut de Lagos" ,.
Le 4 décembre 1851, après la répulsion réussie de Kosoko et la défaite des forces britanniques, le consul Beecroft écrivit à l'Oba du Bénin déclarant que "Kosoko, en ouvrant le feu sur un drapeau de trêve, avait déclaré la guerre à l'Angleterre" et devait donc être remplacé. par Akitoye. Il a menacé que Kosoko avait jusqu'à la fin du mois pour se rendre, sinon "Lagos serait complètement détruite par le feu".
Le 26 décembre 1851, dans ce qui est maintenant connu sous le nom de bombardement de Lagos, le HMS Bloodhound, le HMS Teazer et une flottille de bateaux ont lancé une attaque contre le palais de l'Oba. Kosoko a mis en place une défense fougueuse mais le 28 décembre 1851, la bataille connue localement sous le nom d'Ogun Ahoyaya ou Ogun Agidingbi (après avoir fait bouillir des canons) est terminée avec Kosoko et ses partisans fuyant vers Ijebu.[réf. nécessaire]
Le 1er janvier 1852, Akitoye signa le traité entre la Grande-Bretagne et Lagos abolissant la traite des esclaves.

## Exil à Epe
Kosoko s'installe à Epe avec la permission des Awujale d'Ijebu. Epe est l'endroit où environ 15 ans plus tôt un certain nombre de ses partisans tels que ses chefs Dada Antonio et Osho Akanbi se sont réfugiés. En 1852, Kosoko avait construit une base indépendante avec environ 400 guerriers (dont Oshodi Tapa) pour monter son opposition à Akitoye.[réf. nécessaire]
En 1853, Kosoko organisa deux attaques contre Lagos ; un le 5 août 1853 et un autre le 11 août 1853 qui s'approcha dangereusement du palais de l'Oba mais fut repoussé juste à temps par une rafale de feu de la force navale britannique sous le commandement du commandant Phillips du HMS Polyphemus.
Kosoko a finalement signé le traité d'Epe le 28 septembre 1854 avec le consul Benjamin Campbell, acceptant de ne faire aucune réclamation à Lagos ou de mettre en danger le commerce à Lagos. Le traité est un succès tactique pour Kosoko qui a obtenu que les Britanniques reconnaissent son état à Epe. Dans l'ensemble, cependant, le trône de Lagos est resté hors de portée avec les descendants d'Akitoye et de Dosunmu fermement enracinés.

## Retour à Lagos
En 1860, Kosoko persuada l'Oba du Bénin d'envoyer des messages à Dosunmu le pressant d'autoriser le retour de Kosoko à Lagos. Dosunmu, désormais sous autorité britannique, a refusé cette demande et a noté que les choses ne sont "pas comme autrefois où Lagos est sous le roi du Bénin à qui chaque année un hommage est rendu".
Après que la Grande-Bretagne ait annexé Lagos via le traité de 1861, Kosoko est autorisé à retourner à Lagos avec le titre d'Oloja d'Ereko, recevant une pension de 400 £ par an. Oshodi Tapa, installé à Epetedo.

## Postérité
Kosoko est mort en 1872 et est enterré à Iga Ereko à Lagos. La rivalité Kosoko-Akitoye/Dosunmu a débordé sur le domaine économique. Les partisans d'Oba Dosunmu n'apprécient pas pleinement la présence britannique à Lagos, tandis que les alliés de Kosoko exploitent la relation. Le camp de Kosoko comprenait des hommes tels que Oshodi Tapa et Taiwo Olowo, qui se sont engagés avec enthousiasme dans le commerce avec des entreprises européennes. À la tête de la faction économique Dosunmu se trouvait le chef Apena Ajasa, qui s'est heurté à plusieurs reprises à Taiwo Olowo. À la mort de Kosoko, le gouvernement colonial a estimé que sa faction économique est la plus puissante du fait qu'elle est composée d'au moins 20 000 partisans.
Deux de ses descendants éminents sont Omoba Jide Kosoko, un acteur renommé de Nollywood et Adekunle Gold, un artiste afro-pop nigérian.